# Eugenia exaltata
Eugenia exaltata là một loài thực vật có hoa trong Họ Đào kim nương. Loài này được A.Rich. ex O.Berg mô tả khoa học đầu tiên năm 1861.